# Râul Bocșilor
Râul Bocșilor este un curs de apă, afluent al râului Cerna. 